# 送信機

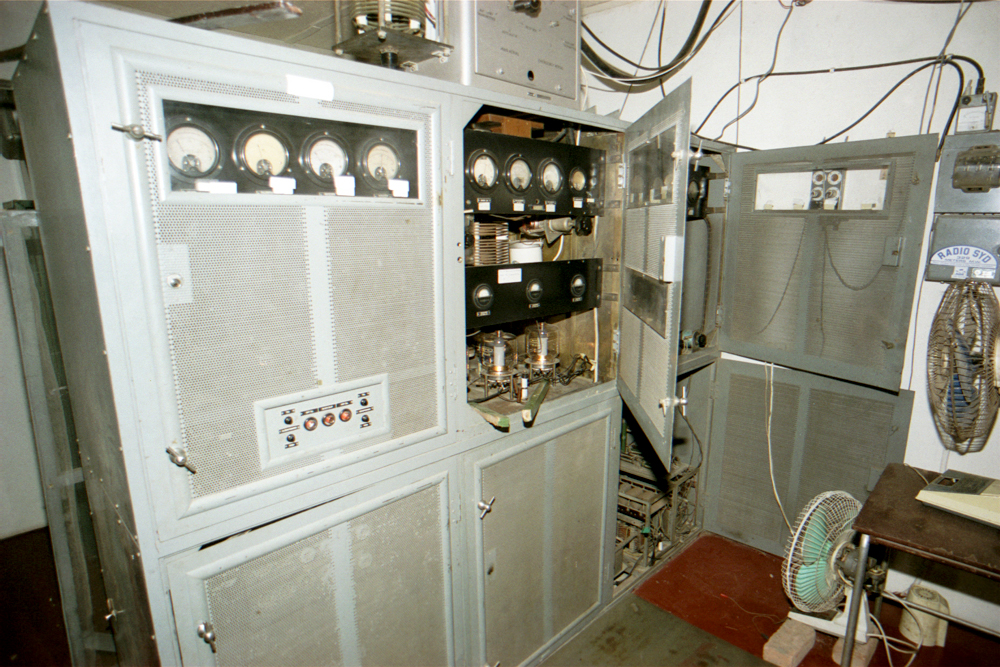
送信機の一例。ガンビアの放送局「Radio Syd」で使われている2.5kW送信機

送信機（そうしんき）は情報を送り出す電気通信装置を意味する。日本語では電波を使った送信機を指す場合が多く、本項ではこの無線通信における送信機について記述する。

## 概要
送信機は、電波法で送信装置と呼ばれ、無線通信の送信のための高周波エネルギーを発生する装置及びこれに付加する装置」（電波法施行規則 第二条三十六）と定義されている。信号の受け側は受信機である。英語ではTransmitter(トランスミッター)と呼ばれる。
無線送信機は高周波信号を発生させる回路、信号を所定の電力まで増大させる増幅回路、および情報を高周波信号に乗せる変調回路により主に構成される。
日本においては電波法とその各種関連規定によって、送信設備に使用する電波の周波数の偏差および幅、高調波強度等の電波の質が規定されている。出力の大きな送信機は火災、感電などの危険を伴うため、警報装置や電源回路などの保安上の規定も定められている。
「Bluetooth送信機」やエアコンのリモコンなど利用者レベルで送信を行う「送信機」と呼ばれる機器は受信も行っている場合もあるが、一般的には送信機と呼ばれる。

## 信号源
変調信号の伝送に必要な高周波信号を発生させる装置として、水晶発振器、自励発振器等の発振回路、あるいはそれらを組み合わせたPLLシンセサイザ回路が主に使用される。

## 変調回路
使用する電波の型式に応じて各種の変調回路が用いられる。信号を変調回路に通して搬送波の振幅または周波数、位相を変化させる回路である。以下にアナログ方式の送信機で主に使用されている各種の方式を述べる。デジタル方式については、デジタル変調を参照のこと。
陽極変調とその変種
AMつまり振幅変調送信機に多く用いられる方式。終段増幅素子（トランジスタ、真空管）に搬送波信号を入力し、その電源電圧に変調信号を重畳させることにより、搬送波の振幅を変化させることで変調出力を得る。真空管当時はプレート（陽極）が使用されるので「プレート変調」と呼び習わされていた。変調せずに電鍵操作回路（開閉器）を用いて搬送波を断続させるだけで行なうのが電信。
平衡変調
SSB・DSBに用いられる方式。バランスト・モジュレーター（平衡変調器）と呼ばれる回路によって搬送波を信号波で変調するが、この場合は被変調波に搬送波は残らない。特に受信側で必要がある場合においては、変調信号に直流電圧を重ねて搬送波を送出する事も可能である。
リアクタンス変調
FMつまり周波数変調に多く用いられる方式。発振回路に接続したリアクタンス回路（逆バイアスを印加した可変容量ダイオードなど）の電極間容量を変化させて周波数を変調する。
パルス変調回路
高周波パルスの幅、位置等を変化させることで搬送波に情報を乗せる回路。
2000年頃からはデジタル信号処理を取り入れたものも登場している。

## 電力増幅器
送信機の最終増幅段には電力増幅回路が使用され、所定の送出電力を得る。振幅変調による被変調波を増幅する場合は、信号の直線性を損なう事が望ましくないため、特に直線増幅器（linear amplifier, リニアアンプ）が使用される。周波数変調等の場合は振幅が一定であるため、リニアアンプである必要は無く、電力効率が優先される。

## 変調電力による分類（AM送信機）
終段増幅回路で陽極変調（またはコレクタ変調、ドレイン変調）を行う方式は、必要とされる変調電力が大きいため、一般に高電力変調と呼ばれ、中波放送局等の高い電力効率が必要な大電力送信機に特に必要な方式である。それ以外の方式を低電力変調と呼ぶ。後者は電力効率が低い反面、変調電力が少なくて済み、小電力の簡便な送信機に使用される場合が多い。

## 送信機の代表的用途

### 地上テレビジョン放送
NTSC方式の地上テレビジョン放送の映像信号を送信する送信機には次の方式がある。
中電力段変調方式
映像送信機の終段増幅回路で変調を行い、VSB（残留側波帯）フィルタによって下側波帯の一部（搬送波の周波数－0.75MHz）を除去する方式
低電力段変調方式
15～40MHzの中間周波数においてVSBフィルタを通して、VHF帯やUHF帯に周波数変換を行い、電力増幅を行う方式
隣接する送信所において同一チャンネルを用いる場合、混信を軽減するため映像搬送周波数をわずかに（±10.0kHz）ずらしている（オフセットキャリア方式）。

### グローバルレーダー
レーダー送信機の多くは線路形パルス変調器を用いている。その他、ハードチューブ型変調器、磁気パルス変調器がある。

### ラジコン
無線による遠隔操作するシステムで使われるラジコン。比例制御（プロポーショナル制御）で操作されるため、俗称としてラジコン送信機のことをプロポと呼ぶ場合もある。

## 出力の表記
送信機の出力の表記方法には平均電力、尖頭電力など各種あり、電波の型式や無線局の種別などによって使用されるべき種類が定められている。

## 試験項目
試験項目は送信機の種類により異なるが、下記の項目は殆どの場合に適用される。なお、項目名は総務省の呼称である。
- 周波数の偏差
- 占有周波数帯幅
- 空中線電力の偏差
- 隣接チャネル漏洩電力
- スプリアス発射又は不要発射の強度